# Кнага

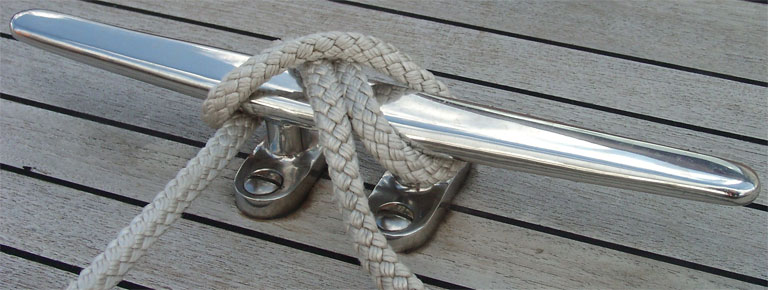
Ріжкова або звичайна кнага

Кна́га (від пол. knaga), ка́чка (калька з рос. утка) — дільна річ на судні, що являє собою дворогу металеву планку, закріплену на палубі (чи на іншій частині судна). Призначена для кріплення рухомого такелажу.
На невеликих вітрильних суднах (наприклад, яхтах) кнага жорстко кріпиться до корпусу й може використовуватися для кріплення якірних, швартовних, буксирних та інших тросів, замінюючи собою кнехт.

## Види кнаг

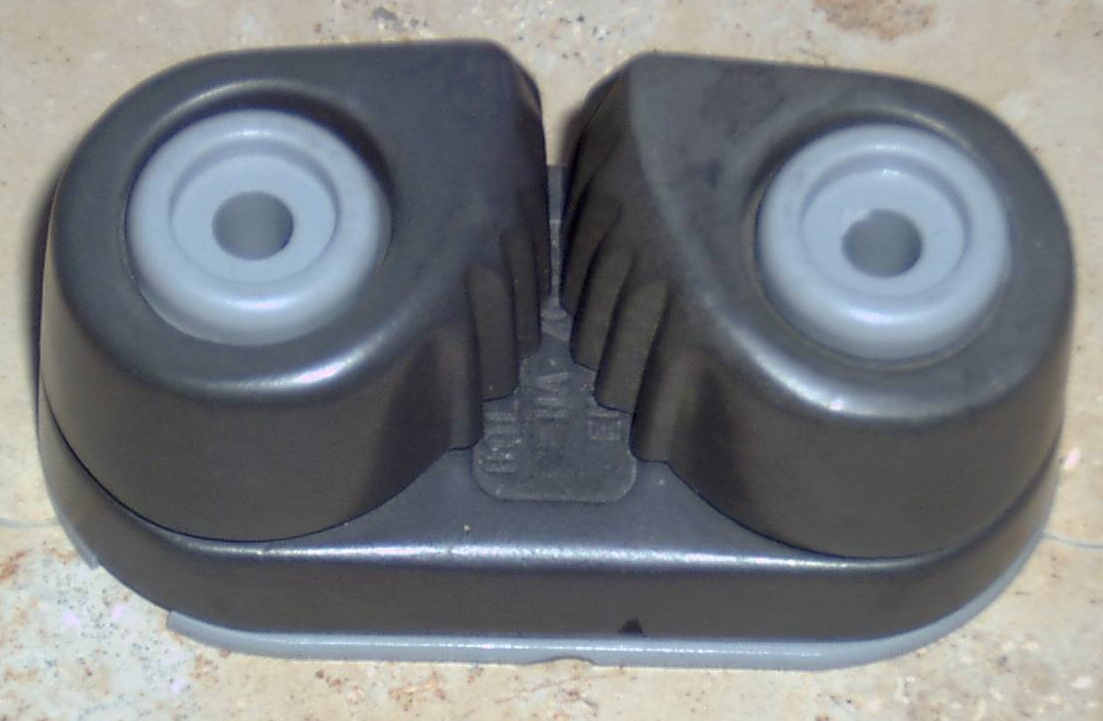
Кулачкова кнага

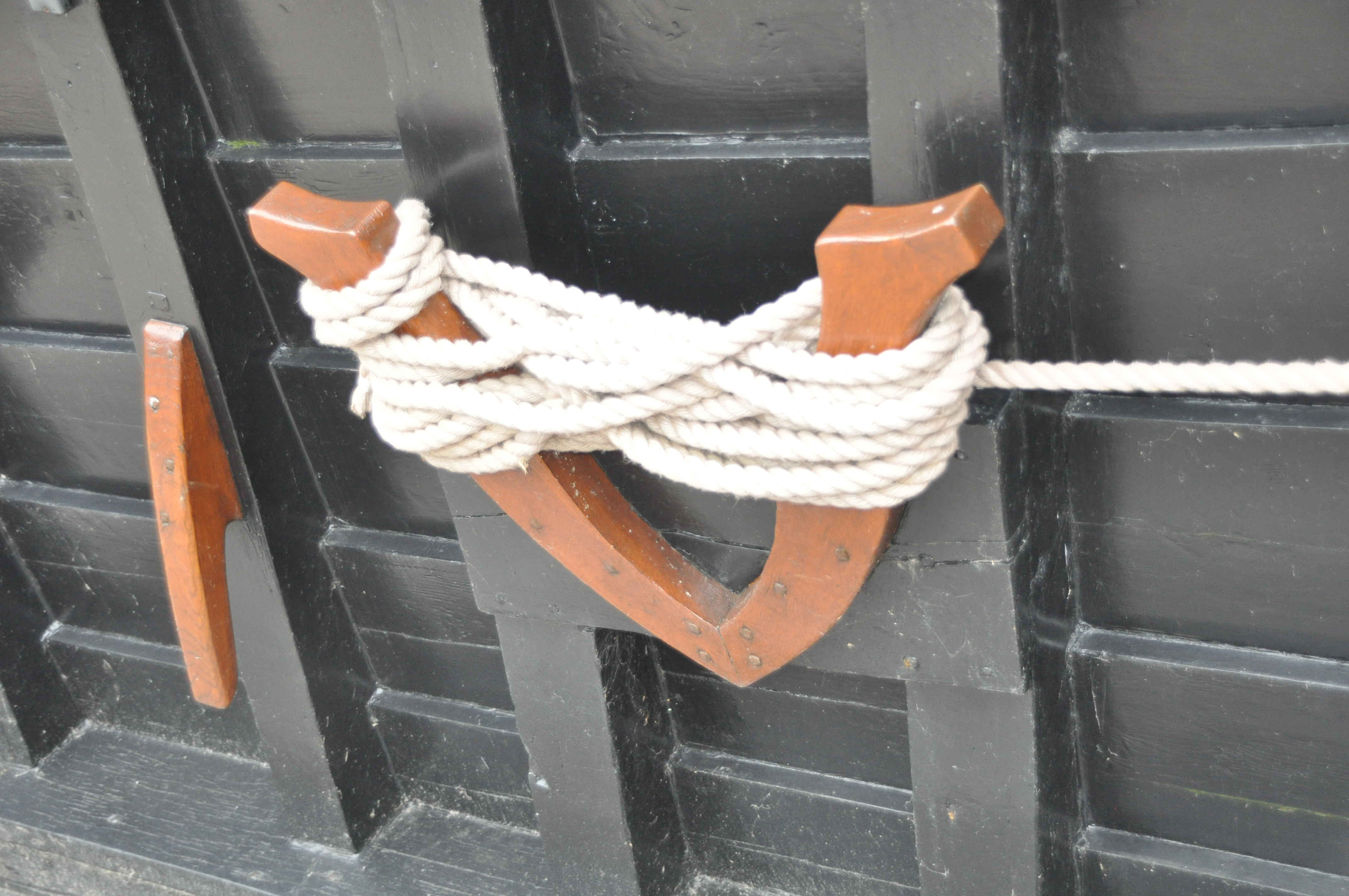
Кнага на реконструкції корабля Batavia

- Ріжкова кнага (звичайна) — найуживаніший тип. Складається з двох металевих ріжків. Снасть до ріжкової кнаги кріпиться з допомогою кнагового вузла
- Затискна кнага — тип кнаги, споряджений затискачем. Може бути трьох різновидів:
  - Клинова кнага — має клиноподібний жолобок, у якому затискується трос
  - Жолобчаста кнага — має жолобок з карбованою поверхнею, у якому трос затискується так само, як і в клиновій
  - Кулачкова кнага — складається з двох обертових кулачків, які, сходячись разом, затискують снасть. Оскільки кулачки можуть обертатися лише в однім напрямку, це запобігає просковзуванню троса.